# Sa Caleta
Sa Caleta is een plaats op Ibiza en deel van de gemeente Ibiza-stad.
Sa Caleta is vooral bekend omdat de Feniciërs hier, aan het einde van de 8e eeuw voor Christus, een nederzetting bouwden, op zoek naar grondstoffen. Ongeveer tweehonderd jaar later verlieten ze deze plaats en stichtten ze de stad Ibiza. 
Sinds 1999 behoort de site tot het Unesco Werelderfgoed.

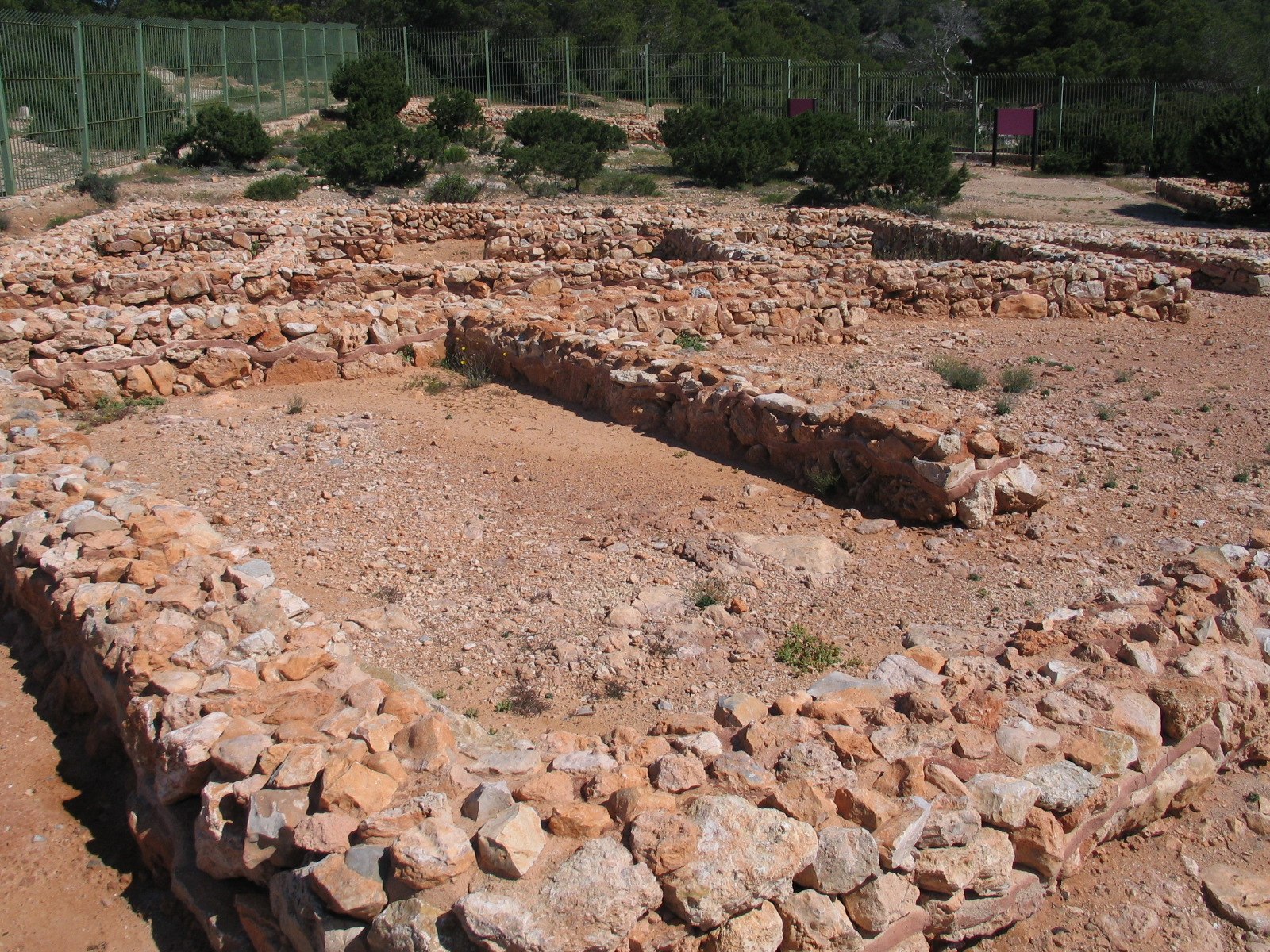
Fenicische nederzetting in Sa Caleta